# Igor Jurjewitsch Matjugin
Igor Jurjewitsch Matjugin (russisch Игорь Юрьевич Матюгин; * 12. Juli 1957) ist ein russischer Autor und Pädagoge.
Matjugin ist Doktor der Pädagogischen Wissenschaften, Professor der Russischen Akademie der Enzyklopädien. Matjugin schreibt Bücher über Gedächtnis- und Aufmerksamkeitstraining.
Er ist Gründer des "Zentrum Eidos" (Школа Эйдетики) in Moskau, in dem Psychologen die Fähigkeiten des menschlichen Bildgedächtnisses erforschen, um es für einen besseren Lernerfolg zu nutzen.
Matjugins Buch "Schkola Ejdetiki" stand 1995 auf der Moskauer Bestseller-Liste.
Matjugins Bücher wurden in Russland, Deutschland und Polen veröffentlicht. Die Gesamtauflage der Matjugins Bücher ist über 2 Millionen.

## Werke
Übersetzungen ins Deutsche
- Mit Tatjana Askotschenski, Irina Bonka: Mit Spiel und Spaß zur Konzentration.: Ein Buch für Kinder und Eltern. Borgmann Publ. ISBN 978-3-86145-096-2
- Mit Helene Tschakaberia u. a.: Wie man lernt, Unwichtiges zu vergessen. Borgmann Publishing 1997. ISBN 3-86145-127-1